# Kunigunde von Österreich

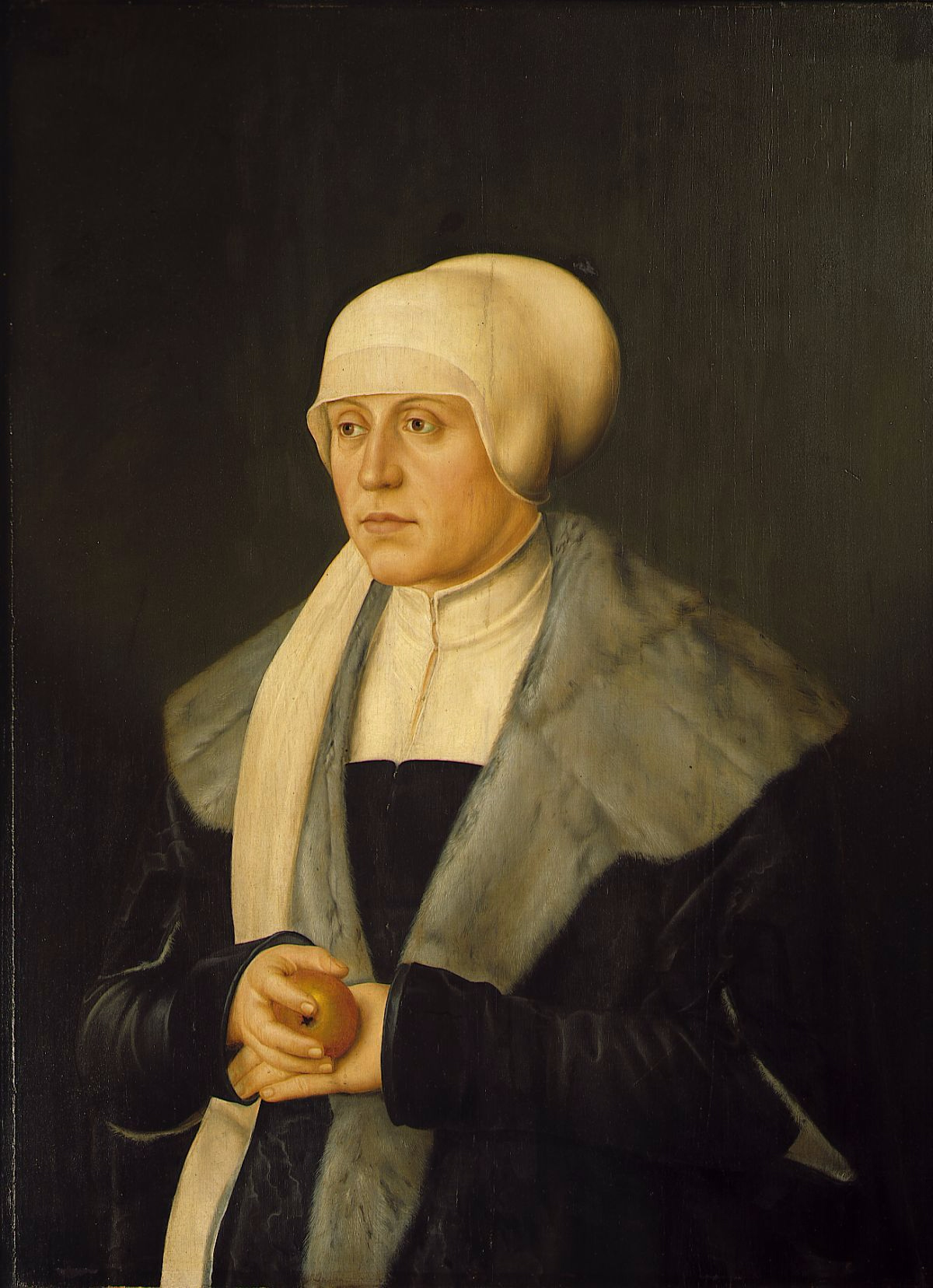
Barthel Beham, Kunigunde von Österreich, 1531, Alte Pinakothek

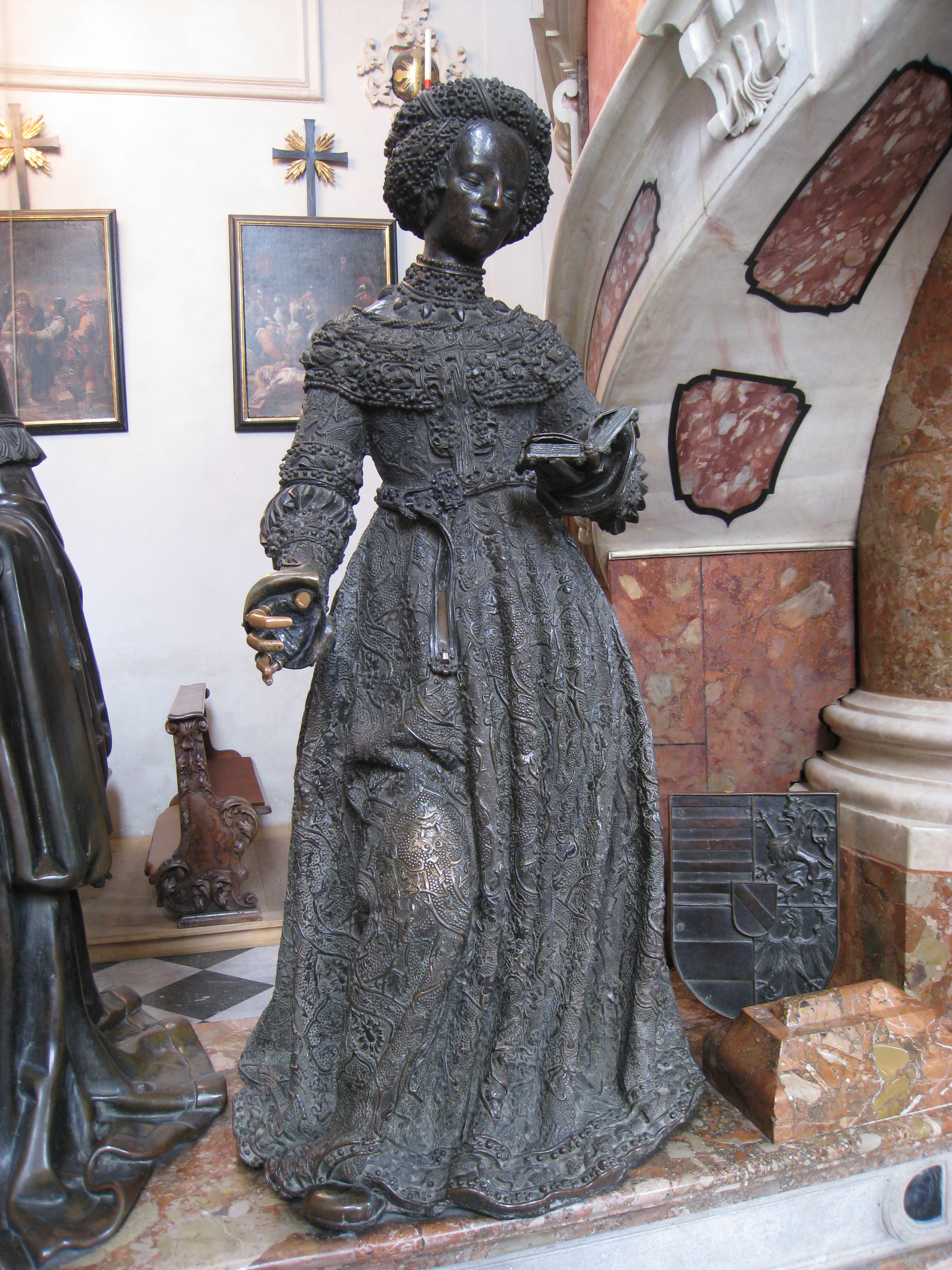
Bronzestatue in der Hofkirche zu Innsbruck

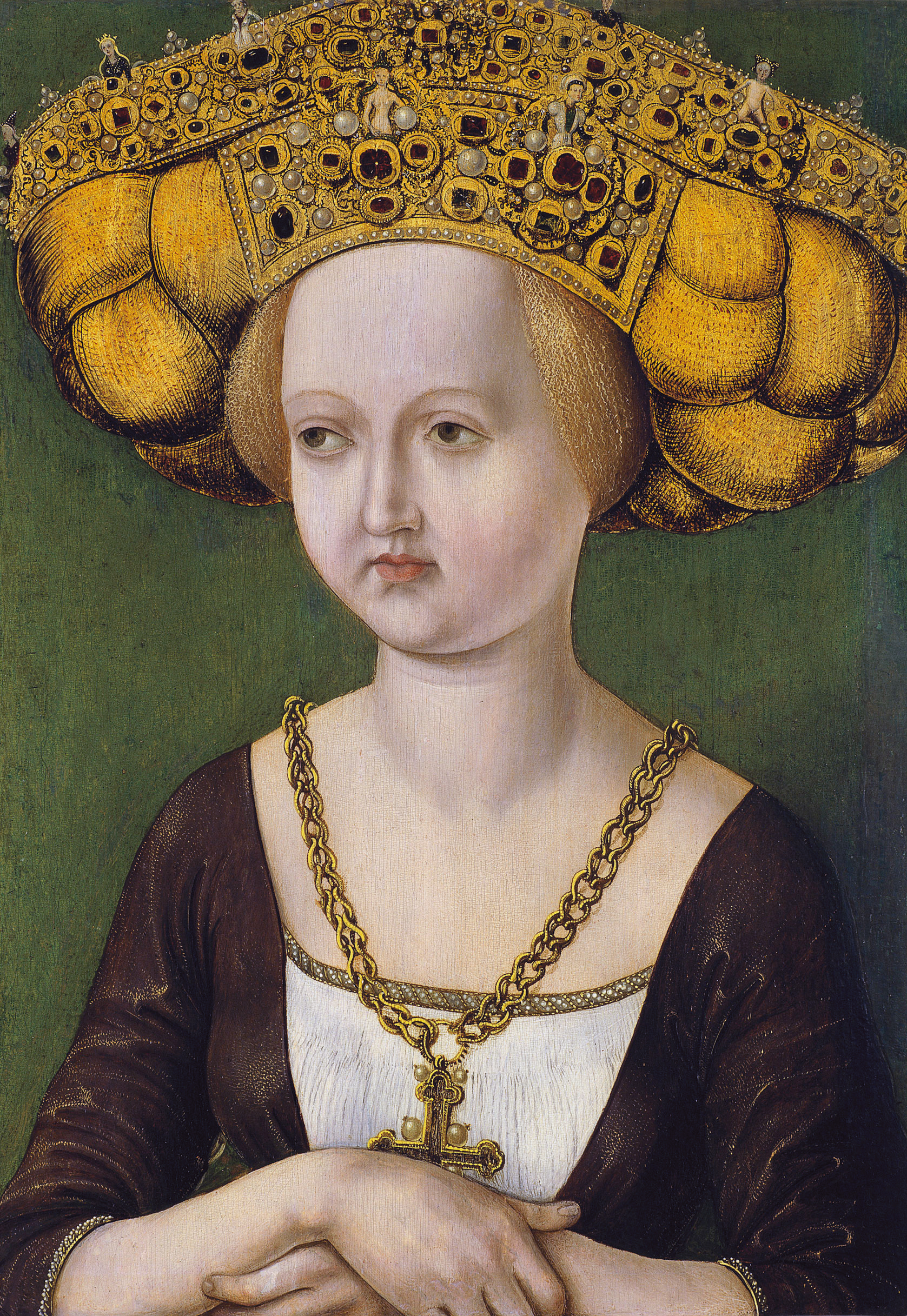
Jugendbildnis der Kunigunde von Österreich – Künstler unbekannt

Kunigunde von Österreich (* 16. März 1465 in Wiener Neustadt; † 6. August 1520 in München) war eine Schwester von Kaiser Maximilian I. und als Gemahlin des bayerischen Herzogs Albrecht IV. von 3. Jänner 1487 bis 30. Juli 1505 Herzogin von Bayern-München und ab diesem Datum bis zum 18. März 1508 Herzogin von ganz Bayern.

## Leben
Kunigunde wurde als Tochter von Kaiser Friedrich III. und seiner Gattin Eleonore Helena von Portugal geboren. Sie war das vierte von fünf Kindern, von denen aber außer ihr nur ihr Bruder Maximilian die frühe Kindheit überlebte. Auch ihre Mutter verstarb zwei Jahre nach ihrer Geburt.
Sie wuchs in Wiener Neustadt und Graz auf, in einer ungezwungenen und freien Atmosphäre, noch ohne steifes Hofzeremoniell. Ihr Vater suchte ihr höchstpersönlich die Lehrer und den Hofstaat aus. Entgegen den damaligen Gepflogenheiten lernte sie nicht nur zu lesen, schreiben, häkeln und sticken, sondern erhielt auch Unterricht im Reiten und Jagen sowie Astronomie und Mathematik.
Wie die meisten Kinder aus Herrscherfamilien war auch Kunigunde Spielball der machtpolitischen Intrigen ihres Vaters und ihrer Familie. 1470 warb Matthias Corvinus bei Friedrich um eine zukünftige Ehe mit der zu diesem Zeitpunkt fünfjährigen Kunigunde, wurde aber von Friedrich abgewiesen. Im Alter von 15 Jahren hatte sie an der Seite ihres Vaters ihr erstes größeres Auftreten in Wien, wohin der Kaiser den Bayernherzog Georg geladen hatte, um ihm das Lehen und die Regalien Niederbayerns zu verleihen. Nach den Feierlichkeiten in Wien wurde Kunigunde zu ihrer Sicherheit an die Grazer Burg gebracht, die unter dem Befehl des Grazer Burggrafen Ulrich III. von Graben stand. Allerdings schwebte sie hier in großer Gefahr – in letzter Minute wurde durch von Graben ein räuberischer Komplott aufgedeckt und die Verschwörer hingerichtet. Friedrich übersiedelte nun nach der Residenz in Linz und schickte Kunigunde nach Innsbruck zu seinem ehemaligen Mündel, Herzog Siegmund (der Münzreiche).
In Innsbruck lernte sie 1485 am Hof ihres Onkels den bayerischen Herzog Albrecht IV. kennen. Der charmante 18 Jahre ältere Albrecht erhoffte sich durch die Heirat mit der Kaisertochter einen Machtgewinn. Er hatte sich nach dem Tod seines Freundes Niclas von Abensberg dessen Erbe, welches ein Reichslehen war, widerrechtlich angeeignet. Friedrich III., der ständig unter Geldmangel litt, war einverstanden, vorausgesetzt, dass das Abensberg-Erbe als Kunigundes Mitgift in den Besitz des Herzogs überging.
Noch während der Hochzeitsverhandlungen besetzte Albrecht jedoch die Reichsstadt Regensburg. Daraufhin zog der Kaiser seine Einwilligung zur Hochzeit zurück. Albrecht legte Kunigunde mit Hilfe von Siegmund eine gefälschte Einwilligung des Kaisers vor, und so fand am 2. Jänner 1487 in der Innsbrucker Schlosskapelle die Hochzeit statt. Zelebrant der Trauung war Wilhelm von Reichenau, Fürstbischof von Eichstätt. Die Ehe wurde unmittelbar danach vollzogen.
Nur durch Vermittlung ihres Bruders Maximilian konnte Kunigunde eine drohende Reichsacht abwenden. Bei ihrem Vater war nicht nur ihr Ehemann, sondern auch sie in Ungnade gefallen. Doch der Betrug belastete die ersten Jahre der Ehe. Dazu kam noch, dass die ersten drei Kinder Mädchen waren, was Albrechts Ambitionen beeinträchtigte, Bayern zu einer Großmacht zu machen. Nach der Aussöhnung mit Friedrich III. im Jahre 1492, die ebenfalls von Maximilian vermittelt worden war und zu der Kunigunde mit ihren drei Töchtern angereist war, besserte sich das Verhältnis der Ehegatten. Schließlich schenkte Kunigunde auch noch drei Söhnen das Leben.
Nach dem Tod ihres Mannes 1508 zog Kunigunde sich in das franziskanische Püttrichkloster zurück, wo sie bis zu ihrem Tod im Jahre 1520 lebte. In Übereinstimmung mit franziskanischen Bestrebungen ihrer Zeit unterstützte sie ab 1509 Johannes Pfefferkorn in seinem Bemühen, jüdische Bücher zu konfiszieren und schrieb ihm Empfehlungen an ihren Bruder, Kaiser Maximilian, der tatsächlich mit dem Mandat von Padua den sogenannten „Judenbücherstreit“ mit Johannes Reuchlin als entschiedenem Gegner anstieß. Kunigunde erkämpfte für ihre beiden älteren Söhne entgegen dem geltenden Primogenitur eine gleichberechtigte Erbschaft. Beigesetzt wurde sie in der Krypta der Frauenkirche in München.

## Nachkommen
- Sidonie von Bayern (1488–1505)
- Sibille von Bayern (1489–1519); ⚭ 1511 Ludwig V., Kurfürst von der Pfalz
- Sabine von Bayern (1492–1564); ⚭ 1511 Ulrich, Herzog von Württemberg, von diesem jedoch nach 1515 getrennt
- Wilhelm IV. (1493–1550), Herzog von Bayern
- Ludwig X. (1495–1545), Herzog von Bayern
- Susanne (1499–1500)
- Ernst von Bayern (1500–1560), Erzbischof von Salzburg
- Susanna von Bayern (1502–1543); ⚭ 1518 Kasimir, Markgraf von Brandenburg-Kulmbach, ⚭ 1529 Pfalzgraf Ottheinrich

### Lexika-Artikel
- Constantin von Wurzbach: Habsburg, Kunigunde von Oesterreich. In: Biographisches Lexikon des Kaiserthums Oesterreich. 6. Theil. Kaiserlich-königliche Hof- und Staatsdruckerei, Wien 1860, S. 404–406 (Digitalisat).
- Karl Möckl: Kunigunde, Herzogin von Bayern. In: Brigitte Hamann (Hrsg.): Die Habsburger. Ein biographisches Lexikon. Ueberreuter, Wien 1988, ISBN 3-8000-3247-3, S. 238–240.
- Herzogin von Bayern Kunigunde von Österreich bei: Haus der Bayerischen Geschichte

### Populärwissenschaftlich
- Thea Leitner: Blutige Mitgift. Kunigunde 1465–1520. In: Habsburgs verkaufte Töchter. Piper, München und Zürich 1994, ISBN 3-492-11827-5, S. 9–56
- Sigrid-Maria Größing: Um Krone und Liebe. Amalthea Verlag